# Cynisch realisme
Cynisch Realisme, ook wel Popi (vert. saai, zinloos), is een Chinese kunststroming waarvan de term in 1990 werd geïntroduceerd door kunstcriticus Li Xianting in het artikel Apathetic Feelings in Contemporary Chinese Art Trends: An Analysis of the Cynical Realist Current.
Met Cynisch Realisme wordt verwezen naar de wijdverbreide houding  in de Chinese maatschappij na het Tiananmen-protest in 1989. Het werk in deze stroming vertoont verveelde karakters.
De belangrijkste kunstenaars in deze trend zijn geboren in de jaren '60. Werk uit deze stroming is bijvoorbeeld afkomstig van Fang Lijun, Liu Wei, Song Yonghong, Wang Jinsong, Liu Xiaodong en Yu Hong.